# Philippe Berg
Philippe Berg (* 22. Dezember 1939 in Uccle/Ukkel; † 9. Oktober 2013 in Brüssel) war ein belgischer Diplomat.
Berg studierte Politik- und Sozialwissenschaften und trat 1968 in den auswärtigen Dienst des Königreichs. Nach beruflichen Stationen an der Botschaft in Kigali und der Ständigen Vertretung in New York wurde er Anfang der 1980er Jahre belgischer Botschafter in Harare. 1986 bis 1991 fungierte er als Ständiger Vertreter Belgiens bei den Vereinten Nationen in Genf. Als belgischer Botschafter war Philip Berg in den Jahren 1991 bis 1994 bei der portugiesischen Regierung in Lissabon und 1999 bis 2003 bei der Schweizer Bundesregierung in Bern akkreditiert. Nach seinem Ausscheiden aus dem diplomatischen Dienst war er langjähriger Präsident der Belgisch-Luxemburgischen Handelskammer in der Schweiz (CCBL).

## Ehrungen
- Offizier des königl. belg. Leopoldsordens
- Offizier des großherzogl. luxembg. Orden der Eichenkrone
- Kommandeur des griech. Phönix-Ordens
- 1995: Großkreuz des port. Ordens für Verdienst